# ديفيد لانغ (ملحن)
ديفيد لانغ (بالإنجليزية: David Lang)‏ هو عالم موسيقى وملحن وكاتب سيناريو أمريكي، ولد في 8 يناير 1957 في لوس أنجلوس في الولايات المتحدة.

## وصلات خارجية
- الموقع الرسمي
- دايفيد لانغ على موقع IMDb (الإنجليزية)
- دايفيد لانغ على موقع ميوزك برينز (الإنجليزية)
- دايفيد لانغ على موقع أول موفي (الإنجليزية)
- دايفيد لانغ على موقع قاعدة بيانات الأفلام السويدية (السويدية)
- دايفيد لانغ على موقع أول ميوزيك (الإنجليزية)
- دايفيد لانغ على موقع ديسكوغز (الإنجليزية)
- دايفيد لانغ على موقع قاعدة بيانات الفيلم (الإنجليزية)
- دايفيد لانغ على موقع كينوبويسك (الروسية)